# Calomys laucha
Calomys laucha é uma espécie de roedor da família Cricetidae. Pode ser encontrada na Argentina, Uruguai, Brasil, Paraguai e Bolívia.